# EMA 2010
EMA 2010 je potekala 20. (predizbor) in 21. februarja 2010 (finalni izbor) v Ljubljani na Gospodarskem razstavišču. 
Izbor je potekal dva večera – prirejeno je bilo predtekmovanje, kjer je nastopilo 14 glasbenikov, in finalni izbor, kamor se je uvrstilo 7 nastopajočih iz prejšnjega večera, poleg njih pa se je v finalni izbor neposredno uvrstilo 7 povabljenih avtorjev, ki so sami izbrali izvajalce svojih pesmi. 
V polfinalnem večeru in v finalnem izboru je glasovalo le občinstvo preko stacionarnih telefonov in mobilnikov. Prvič je veljalo pravilo, da z ene telefonske številke šteje največ en glas za enega glasbenika.
Zmagala je skupina Ansambel Roka Žlindre & Kalamari, ki je Slovenijo s pesmijo Narodnozabavni rock zastopala na Pesmi Evrovizije 2010 na Norveškem.

## Povabljeni avtorji
Kot že leto poprej so na Emo povabili uspešne in uveljavljene slovenske avtorje, ki so se s svojimi skladbami neposredno uvrstili v finale. Avtorji skladb so izvajalca izbirali sami.
| Avtor          | Izvajalec        | Pesem               | Besedilo                      | Aranžma                 |
| -------------- | ---------------- | ------------------- | ----------------------------- | ----------------------- |
| Neisha         | Nuša Derenda     | Sanjajva            | Neisha                        | Dejan Radičević, Neisha |
| Raay           | Tangels          | Kaj in kam          | Raay, P. Charles              | Raay                    |
| Miran Juvan    | Anastazija Juvan | Nežna               | Anastazija Juvan              | Miran Juvan             |
| Gal Gjurin     | Hamo in Gal      | Črni konji čez nebo | Gal Gjurin                    | Gal Gjurin              |
| Zvone Tomac    | Stereotipi       | Daj mi znak         | Janez Rupnik, Vatroslav Tomac | Vatroslav Tomac         |
| Marino Legovič | Vlado Pilja      | Tudi fantje jočejo  | Igor Pirkovič                 | Marino Legovič          |
| Patrik Greblo  | Lea Sirk         | Vampir je moj poet  | Juliette Justine              | Gaber Radojevič         |

## Pesmi, izbrane preko javnega razpisa
Strokovna izborna komisija v sestavi Mojca Menart, Urška Čop, Andrea Flego, Miha Vardjan in Drago Mislej Mef je izmed 111 prijav, prispelih na javni razpis, izbrala 14 pesmi, ki so se predstavile na predizboru.
| #   | Izvajalec                        | Naslov pesmi        | Avtor glasbe                      | Avtor besedila              | Avtor aranžmaja                   |
| --- | -------------------------------- | ------------------- | --------------------------------- | --------------------------- | --------------------------------- |
| 1.  | Sara Kobold                      | Od tod do večnosti  | Martin Štibernik                  | Martin Štibernik            | Martin Štibernik                  |
| 2.  | Brigita Šuler                    | Para me             | Miha Hercog                       | Saša Lendero                | Miha Hercog                       |
| 3.  | Nina Pušlar                      | Dež                 | Martin Štibernik, Dejan Radičević | Dejan Radičević             | Martin Štibernik, Dejan Radičević |
| 4.  | Langa                            | Roko mi daj         | Miha Hercog, Mišo Kontrec         | Saša Lendero                | Miha Hercog                       |
| 5.  | Saša Zamernik                    | Živim za zdaj       | Raay                              | Dantaya                     | Raay                              |
| 6.  | Ylenia Zobec                     | Priznam             | Tadej Mihelič                     | Ylenia Zobec                | Tadej Mihelič, Miha Gorše         |
| 7.  | Vaso & D Plejbeks                | Gremo na Emo        | Tadej Vasle                       | Tadej Vasle                 | Tadej Vasle                       |
| 8.  | Martina Šraj                     | Dovolj ljubezni     | Simon Skalar                      | Martina Šraj                | Simon Skalar                      |
| 9.  | Marko Vozelj                     | Moj si zrak         | Marko Vozelj                      | Marko Vozelj                | Marko Vozelj                      |
| 10. | Petra Pečovnik                   | Iz navade           | Domen Kumer, Petra Pečovnik       | Domen Kumer, Petra Pečovnik | Domen Kumer                       |
| 11. | Martina Feri in Tomaž Nedoh      | Le en dan           | Tomaž Nedoh                       | Nik Papič, Polona Oblak     | Tomaž Nedoh                       |
| 12. | Zadnji taxi                      | Franjo              | Roman Zupančič                    | Roman Zupančič              | Miha Gorše                        |
| 13. | Manca Špik                       | Tukaj sem doma      | Andrej Babić                      | Feri Lainšček               | Aleksandar Valenčić               |
| 14. | Ansambel Roka Žlindre & Kalamari | Narodnozabavni rock | Marino Legovič                    | Leon Oblak                  | Marino Legovič                    |

Izbranih je bilo tudi 7 rezervnih skladb, ki pa se na samo Emo niso uvrstile:
| #  | Izvajalec                    | Naslov pesmi   |
| -- | ---------------------------- | -------------- |
| 1. | Zala Hodnik                  | Ptice v letu   |
| 2. | Samuel Lucas                 | Na pravi poti  |
| 3. | Andrej Ikica                 | Ko mine ta dan |
| 4. | Sons                         | 3 stvari       |
| 5. | Katja Fašink in Rok Ferengja | Nova pomlad    |
| 6. | Sebastian                    | Bodi ob meni   |
| 7. | Skupina Suplenca             | Gremo ven      |

Na razpis so se med drugimi prijavili tudi Vili Resnik (Rane), Boštjan Konečnik (Monte Carlo), Rok Kosmač, Black Cat, Ela, Iris, Bojana Glatz, Maja P. (Ko skupaj sva), Katja Klemenc, Majda Arh (Glas srca), Malibu (Marija), David Grom (Za vedno), Jernej Dermota (Ujel bom sanje), David Herga, Zaka' pa ne, Skater, Folkrola, Alexio, Dejan Bojanec in Rok Pečečnik, a za festival niso bili izbrani (tudi kot rezerve ne).

## Polfinalni izbor
Polfinalni izbor sta vodila Bernarda Žarn in Ivo Kores; tekmovalce je v t. i. zeleni sobi spremljala Karin Sabadin. V spremljevalnem programu so nastopile Eva Černe, Rebeka Dremelj in Natalija Verboten. Nastopila je tudi skupina Regina, ki je na Evroviziji 2009 zastopala BiH.
| #   | Izvajalec                        | Pesem               | Št. glasov | Točke | Mesto |
| --- | -------------------------------- | ------------------- | ---------- | ----- | ----- |
| 1.  | Sara Kobold                      | Od tod do večnosti  | 549        | 3     | 8.    |
| 2.  | Brigita Šuler                    | Para me             | 618        | 4     | 7.    |
| 3.  | Nina Pušlar                      | Dež                 | 966        | 7     | 4.    |
| 4.  | Langa                            | Roko mi daj         | 2034       | 10    | 2.    |
| 5.  | Saša Zamernik                    | Živim za zdaj       | 454        |       | 11.   |
| 6.  | Ylenia Zobec                     | Priznam             | 477        | 1     | 10.   |
| 7.  | Vaso & D Plajbeks                | Gremo na Emo        | 208        |       | 13.   |
| 8.  | Martina Šraj                     | Dovolj ljubezni     | 773        | 5     | 6.    |
| 9.  | Marko Vozelj                     | Moj si zrak         | 924        | 6     | 5.    |
| 10. | Petra Pečovnik                   | Iz navade           | 179        |       | 14.   |
| 11. | Martina Feri in Tomaž Nedoh      | Le en dan           | 275        |       | 12.   |
| 12. | Zadnji taxi                      | Franjo              | 515        | 2     | 9.    |
| 13. | Manca Špik                       | Tukaj sem doma      | 1446       | 8     | 3.    |
| 14. | Ansambel Roka Žlindre & Kalamari | Narodnozabavni rock | 6745       | 12    | 1.    |

## Finalni izbor
Finalni izbor sta vodila sestra in brat Lorella Flego in Adrea F., Bernarda Žarn in Ivo Kores pa sta se tokrat oglašala iz zelene sobe. V spremljevalnem programu so nastopili Omar Naber, ki je otvoril prireditev, Saša Lendero, Tinkara Kovač, lanskoletni slovenski predstavniki Quartissimo ter zmagovalec Evrovizije 2009, Norvežan Alexander Rybak.
| #   | Izvajalec                        | Pesem               | Št. glasov | Točke | Mesto |
| --- | -------------------------------- | ------------------- | ---------- | ----- | ----- |
| 1.  | Marko Vozelj                     | Moj si zrak         | 1597       | 5     | 6.    |
| 2.  | Nuša Derenda                     | Sanjajva            | 1040       | 2     | 9.    |
| 3.  | Langa                            | Roko mi daj         | 3462       | 8     | 3.    |
| 4.  | Tangels                          | Kaj in kam          | 444        |       | 12.   |
| 5.  | Brigita Šuler                    | Para me             | 1244       | 3     | 8.    |
| 6.  | Anastazija Juvan                 | Nežna               | 273        |       | 14.   |
| 7.  | Manca Špik                       | Tukaj sem doma      | 2264       | 7     | 4.    |
| 8.  | Hamo in Gal                      | Črni konji čez nebo | 1918       | 6     | 5.    |
| 9.  | Martina Šraj                     | Dovolj ljubezni     | 1479       | 4     | 7.    |
| 10. | Stereotipi                       | Daj mi znak         | 298        |       | 13.   |
| 11. | Nina Pušlar                      | Dež                 | 3527       | 10    | 2.    |
| 12. | Vlado Pilja                      | Tudi fantje jočejo  | 513        |       | 11.   |
| 13. | Ansambel Roka Žlindre & Kalamari | Narodnozabavni rock | 15907      | 12    | 1.    |
| 14. | Lea Sirk                         | Vampir je moj poet  | 751        | 1     | 10.   |